# A punt (manifestació)
|  | Aquest article tracta sobre unes manifestacions. Vegeu-ne altres significats a «À Punt (desambiguació)». |

A punt, A punt 2016 o Endavant República, és una concentració duta a terme als municipis de Barcelona, Berga, Lleida, Salt i Tarragona per l'Onze de setembre de 2016 amb l'objectiu de reivindicar la independència de Catalunya. Organitzada per l'Assemblea Nacional Catalana i Òmnium Cultural.
La concentració també va servir per a reivindicar els eixos bàsics d'una futura República Catalana, emfasitzant-los en les diferents localitats: la solidaritat i la diversitat a Salt; la cultura a Berga; el progrés a Tarragona; l'equilibri territorial a Lleida; les llibertats a Barcelona.

## Història

### Anys anteriors
Històricament, la Diada nacional de Catalunya ha servit al col·lectiu independentista per a reclamar la llibertat del territori català. El 2012, amb la Manifestació «Catalunya, nou estat d'Europa», es va massificar l'acte per primera vegada, amb una participació entre 600.000 i 1.500.000 persones reclamant la independència. L'any següent es va organitzar la Via Catalana, que emulava la Via Bàltica realitzada el 1989 per a demanar la independència dels Països Bàltics. El 2014, es va organitzar una gran manifestació a Barcelona, coneguda amb el nom de Via Catalana 2014, on més d'un milió i mig de persones es van congregar a l'avinguda de la Diagonal i a la Gran Via de les Corts Catalanes formant una V per demanar la independència de Catalunya. Un any després es va realitzar una gran concentració a Barcelona, coneguda amb el nom de Via Lliure.

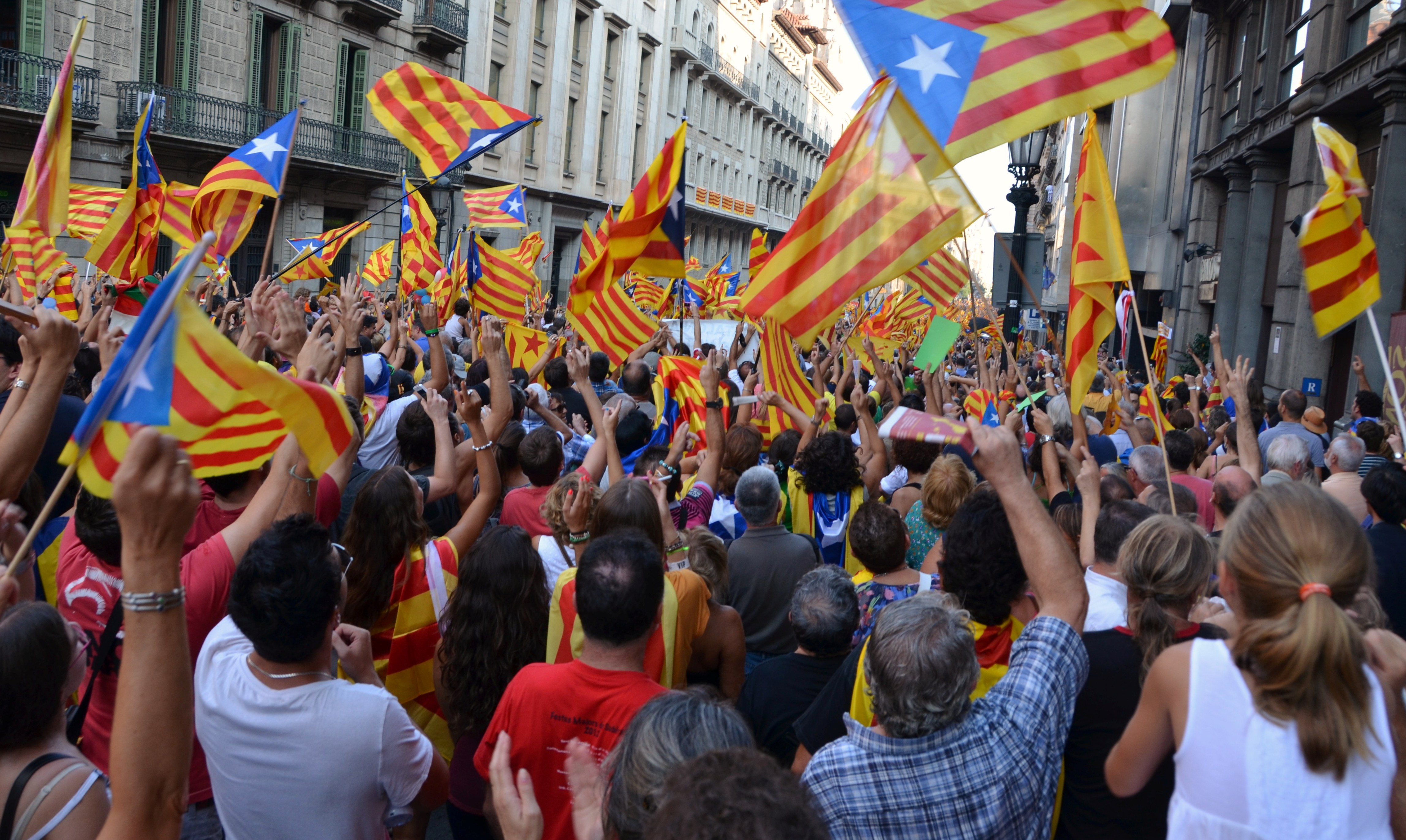
Manifestació «Catalunya, nou estat d'Europa» (2012)
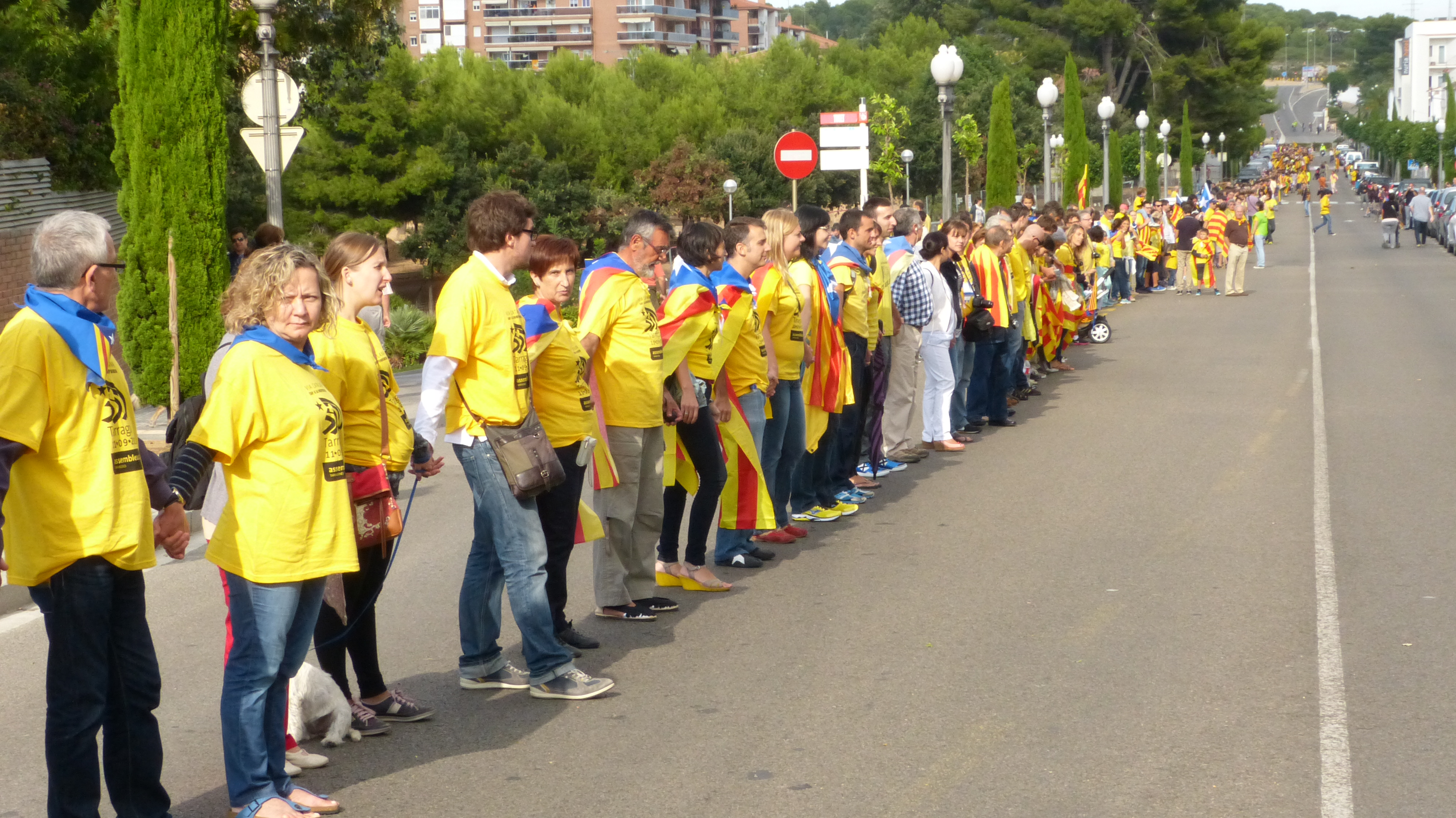
Via Catalana (2013)
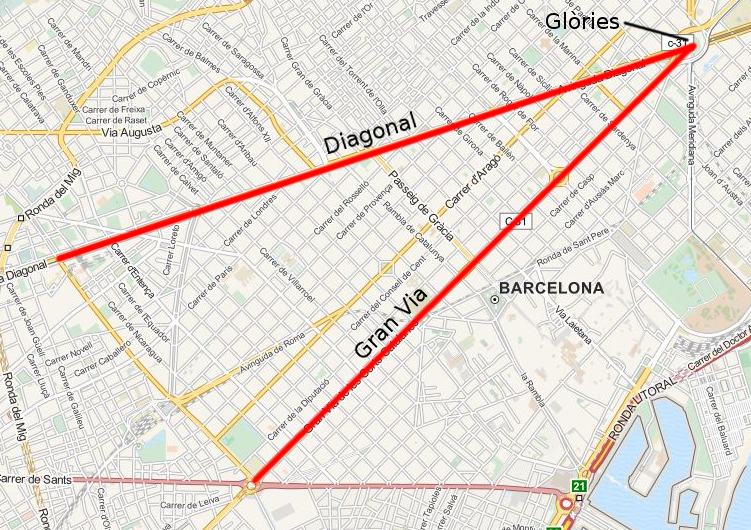
Via Catalana 2014
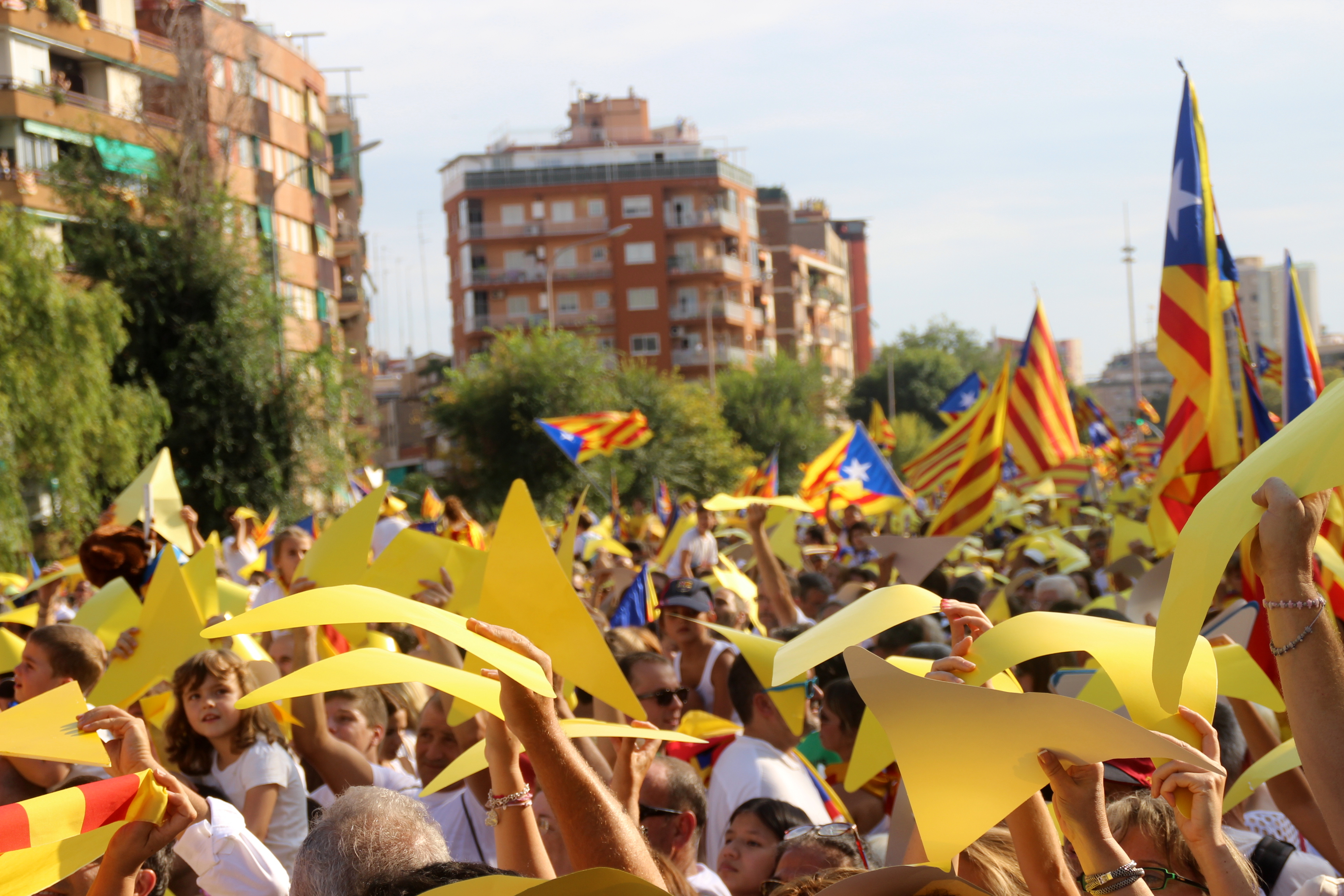
Via Lliure (2015)

## Participació
Segons dades recollides de Nació Digital:
| Població  | Organització | Policia |
| --------- | ------------ | ------- |
| Barcelona | ?            | 540.000 |
| Berga     | 60.000       | 60.000  |
| Lleida    | 117.000      | 30.000  |
| Salt      | 200.000      | 135.000 |
| Tarragona | 110.000      | ?       |